# Catocala dariana
Catocala dariana là một loài bướm đêm trong họ Erebidae.